# جامعة الملك خوان كارلوس
جامعة الملك خوان كارلوس (بالإسبانية: Universidad Rey Juan Carlos)‏ هي جامعة بحثية عامة إسبانية تقع في المنطقة الجنوبية من منطقة مدريد، اسبانيا، تمتلك الجامعة عدد 5 حرم جامعي في موستوليس، الكوركون، فيكالفارو، آرنخويث وفوينلابرادا.
سُمِّيَت على اسم الملك الأسبق خوان كارلوس الأول ملك إسبانيا وتأسست في عام 1996 من قبل حكومة منطقة مدريد.
تضم 44.916 طالبًا، وهي ثاني أكبر جامعة عامة في منطقة مدريد، بعد جامعة كمبلوتنسي التاريخية. وهي واحدة من ثماني جامعات في منطقة مدريد، وثاني أحدث جامعة في المنطقة.

## حرم الجامعة
ينقسم الجامعة إلى عدد 4 حرم جامعي. يتكون كل حرم جامعي من كلية واحدة أو أكثر:
- حرم موستوليس، المقر الرئيسي لكلية العلوم والتكنولوجيا التجريبية وكلية هندسة الكمبيوتر. كما يضم مجلس شيوخ الجامعة ومكتب الرئيس (رئيس الجامعة).
- حرم ألكوركون، يضم كلية العلوم الصحية والمستشفى الجامعي.
- حرم فيكالفارو، هو مقر كلية العلوم القانونية والاجتماعية.
- حرم فوينلابرادا، يضم كلية علوم الاتصال ومدرسة السياحة، والتي تم تغيير اسمها منذ نوفمبر 2009 إلى كلية السياحة، وكلية هندسة الاتصالات.

كل مدرسة أو كلية يرأسها عميد أو مدير، وتنقسم إلى أقسام أكاديمية.

### المعاهد التابعة
- معهد الإدارة والتسويق التجاريين في سوموساغواس.
- معهد إدارة أعمال.

### الكليات
- المعهد العالي للرقص.
- معهد العلوم الإنسانية (فيكالفارو).
- معهد الدراسات القانونية الدولية (فيكالفارو).

### مراكز الجامعة
- مركز اللغات بالجامعة (فيكالفارو)، الذي يقدم بانتظام دورات في اللغة الإنجليزية والفرنسية والألمانية والإيطالية والصينية والإسبانية للأجانب.
- مركز إميل نويل للأبحاث والتوثيق التابع للاتحاد الأوروبي (فيكالفارو).
- مركز التطوع والتعاون (الكوركون).
- المركز الجامعي للدراسات الاجتماعية التطبيقية (فيكالفارو).
- مركز دراسة الاقتصاد بمدريد (فيكالفارو).
- مركز دراسات أمريكا اللاتينية (موستولز).
- مركز دراسة الحركة الأولمبية (فيكالفارو).
- مركز تقنيات وتطبيقات المعلومات الذكية.
- حاضنة الأعمال (فيكالفارو).
- المكتب القانوني (فيكالفارو).
- مركز دعم التكنولوجيا (موستولز).
- مركز الابتكار ونقل التكنولوجيا والمعرفة (موستولز).
- شبكة المختبرات.
- مركز البحث والتدريس، ويقع في ما يسمى قصر آرنخويث في آرنخويث.

## البرامج الأكاديمية
وتشمل البرامج علم الحاسوب، هندسة الاتصالات، الهندسة الكيميائية، العلوم البيئية، وطب الأسنان، الطب، التمريض، العلاج الطبيعي، الاتصال السمعي البصري، الاتصالات، السياحة، الصحافة، القانون، الاقتصاد، الاقتصاد التطبيقي بما في ذلك المدرسة النمساوية، إدارة الأعمال والإدارة، علم الاجتماع، التاريخ، المحاسبة والتمويل والتسويق وعلوم وتكنولوجيا الأغذية وعلم الأحياء وعلم النفس والتعليم ما قبل المدرسة والعلاقات الدولية والفنون البصرية والرقص وعلم الجريمة، من بين تخصصات أخرى.  

## صور

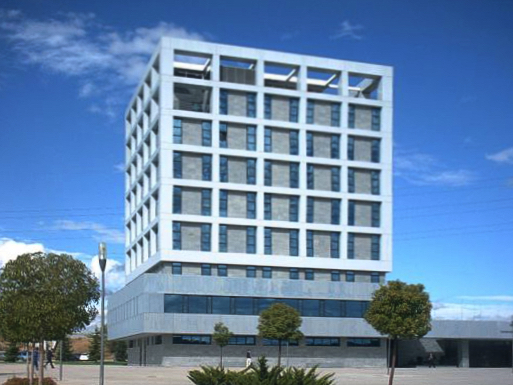
مبنى الجامعة
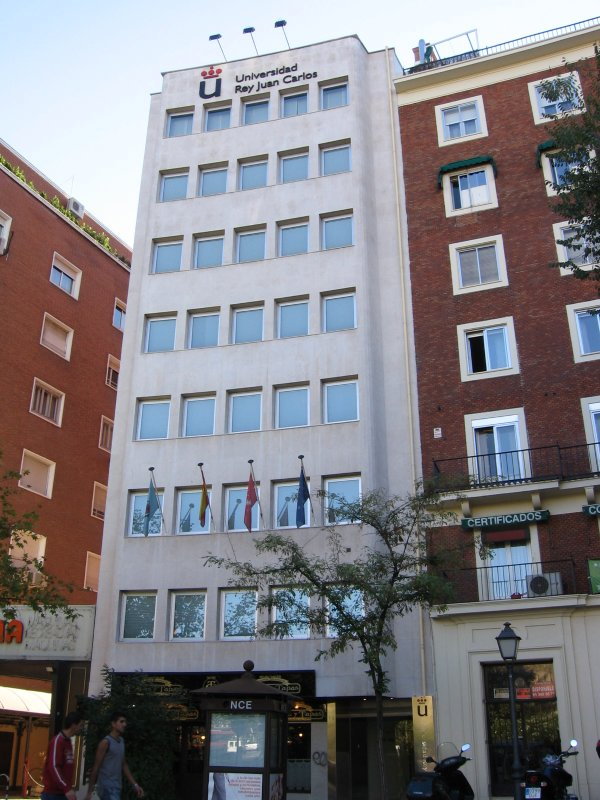
مبنى الجامعة في ساحة مانويل بيسيرا في مدريد
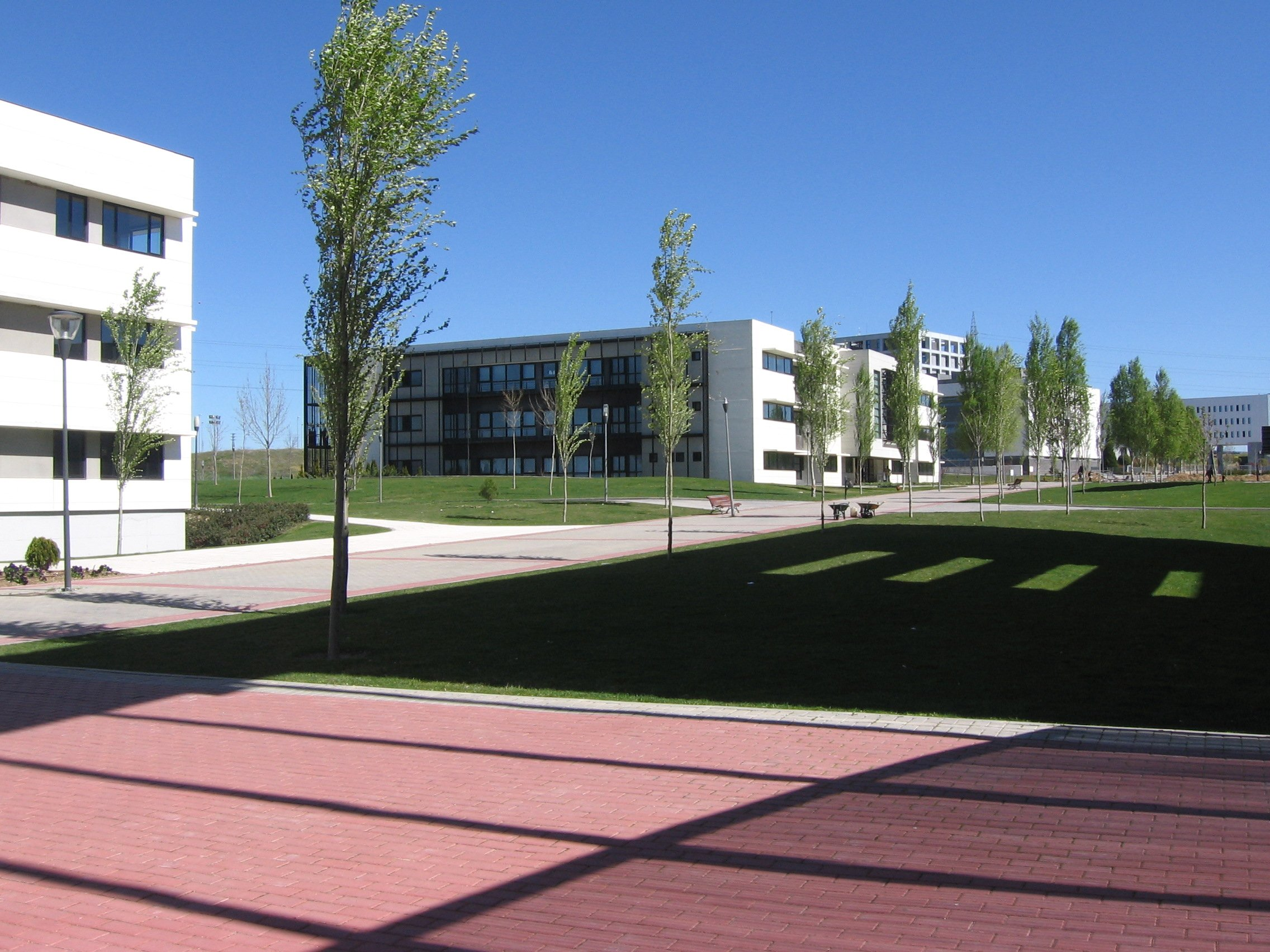
مبنى القسم الأول، حرم موستولس
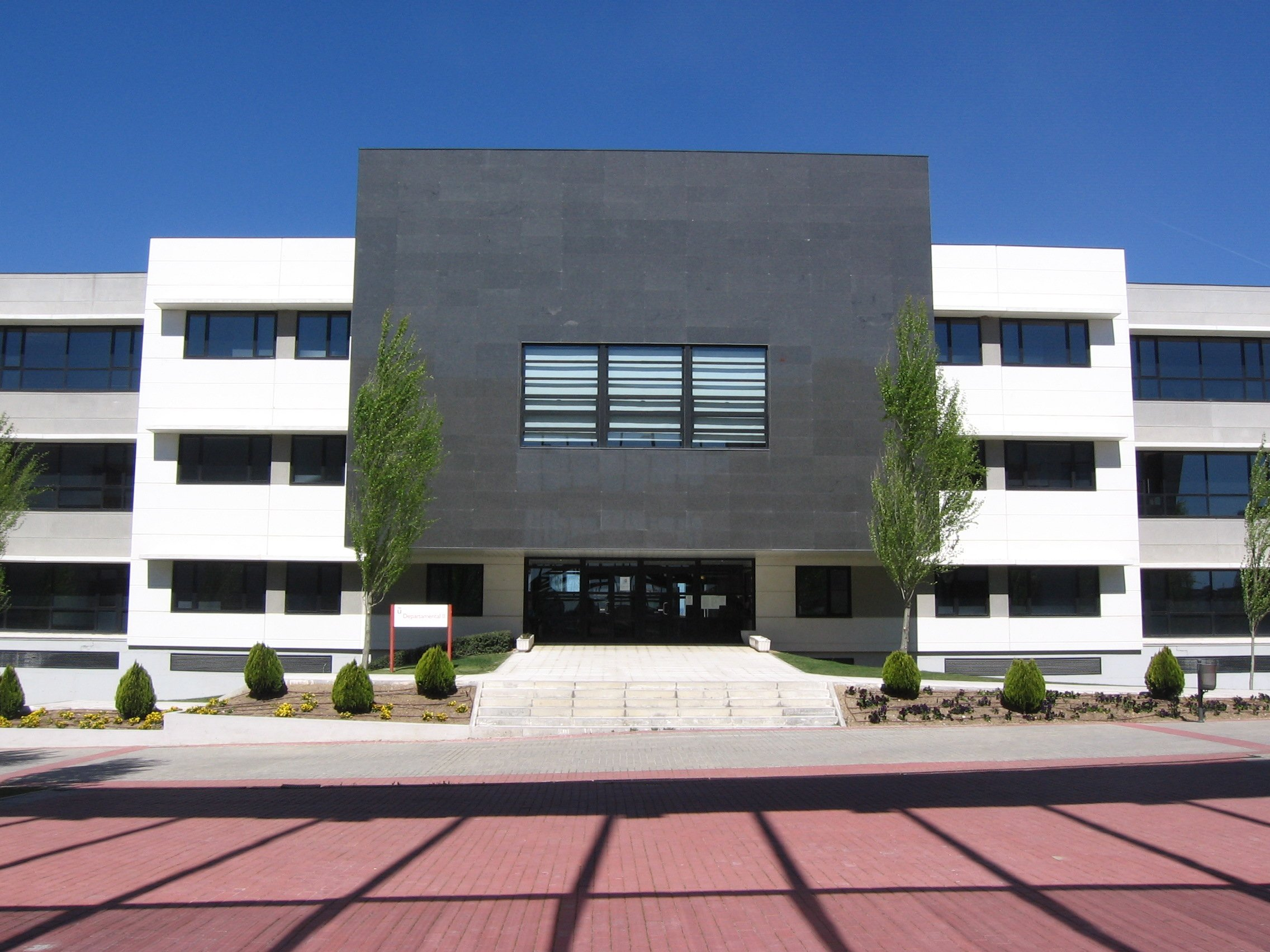
مبنى القسم الثاني، حرم موستولس
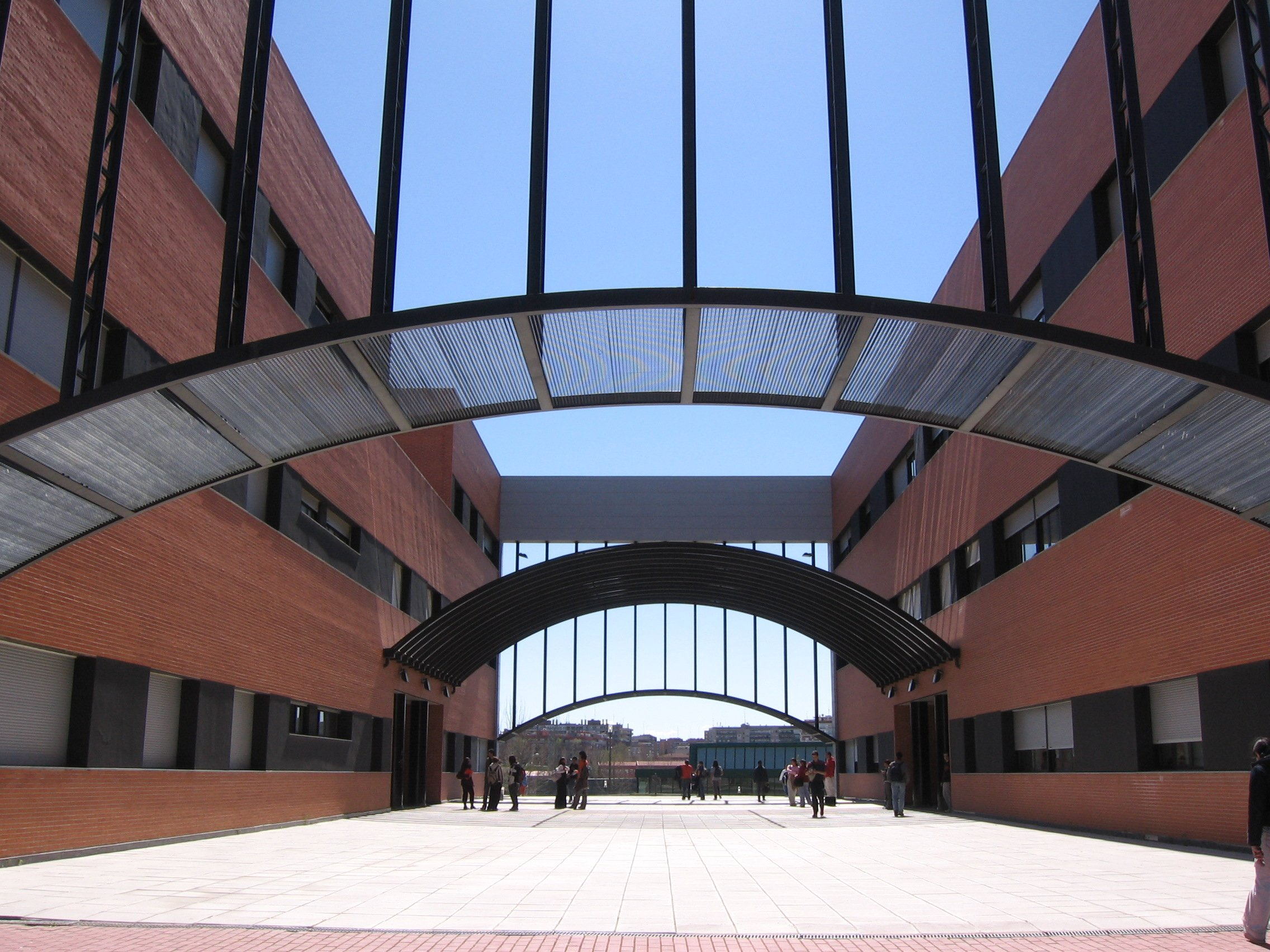
مبنى الفصل الثاني (يمين) ومبنى المختبر الثاني (يسار)، حرم موستولس الجامعي